# Il Piccolo Ranger
Il Piccolo Ranger (Italiaans voor De kleine Ranger) is een Italiaanse traditionele westernstripreeks. De strip is bedacht door Andrea Lavezzolo en Francesco Gamba. In Nederland is het eerste deel van de reeks uitgebracht onder de naam De jonge soldaat. Il Piccolo Ranger maakt deel uit van een schare jeugdige westernhelden uit de Italiaanse strips van de jaren 50 en 60, waaronder Piccolo Sceriffo en Capitan Miki. De bedoeling was dat de jeugd, de beoogde kopers van de strips, zich vanwege het kleinere verschil in leeftijd beter met de hoofdpersonen kon identificeren.

## Inhoud
De strip speelt zich af in het Wilde Westen rond het personage Kit Teller, geboren in 1861. Hij is een jonge Texas Ranger en neemt het in zijn avonturen op tegen bandieten en indianen, en soms zelfs tegen intelligente reptielen, buitenaardse wezens en middeleeuwse ridders. Tot de personages in de strip behoren naast Kit Teller zijn verloofde Claretta Morning en haar moeder Rosa Morning, sergeant O'Hara en de Chinese kok en wasbaas Cin Lao.

## Publicatiegeschiedenis
Il Piccolo Ranger debuteerde op 15 juni 1958 in de reeks Collana Audace van Sergio Bonelli Editore. De scenario's werden aanvankelijk geschreven door Andrea Lavezzolo en Guido Nolitta, terwijl Francesco Gamba en Birago Balzano het tekenwerk voor hun rekening namen. In de Collana Audace werden tot 25 april 1971 zeven reeksen van Il Piccolo Ranger gepubliceerd, met in totaal 328 delen. De avonturen van Kit Teller uit Collana Audace werden vanaf 1963 herdrukt in de reeks Gli albi del cowboy - nuova serie. Vanaf nummer 89 worden de strips alleen nog maar in Gli albi del cowboy gepubliceerd. Die reeks eindigt in februari 1985 met het 255ste nummer, waarin Kit Teller zich terugtrekt uit de Rangers. In 1992 en 2006 worden ten slotte nog twee eenmalige uitgaven gepubliceerd met nieuwe verhalen.
Behalve in Italië zijn strips van Il Piccolo Ranger ook uitgebracht in Joegoslavië, Griekenland, Turkije, Spanje, Frankrijk, Duitsland en Brazilië. In Nederland bracht uitgeverij Nooitgedacht in 1967 het eerste deel van de reeks Gli albi del cowboy - nuova serie uit, met als titel De jonge soldaat, maar hierop is nooit een vervolg gekomen.